# Лопенник-Гурны (гмина)
Лопенник-Гурны (пол. Łopiennik Górny) — сельская гмина (волость) в Польше, входит как административная единица в Красноставский повет, Люблинское воеводство. Население — 4390 человек (на 2004 год).

## Сельские округа
1. Боровица
2. Добрынюв
3. Добрынюв-Колёня
4. Глиниска
5. Кшиве
6. Лопенник-Дольны
7. Лопенник-Дольны-Колёня
8. Лопенник-Гурны
9. Лопенник-Наджечны
10. Лопенник-Подлесьны
11. Майдан-Кшивски
12. Новины
13. Ольшанка
14. Воля-Жулиньска
15. Жулин

## Соседние гмины
1. Гмина Файславице
2. Гмина Гожкув
3. Гмина Красныстав
4. Гмина Реёвец
5. Гмина Реёвец-Фабрычны
6. Гмина Рыбчевице
7. Гмина Травники